# 마틴 색스

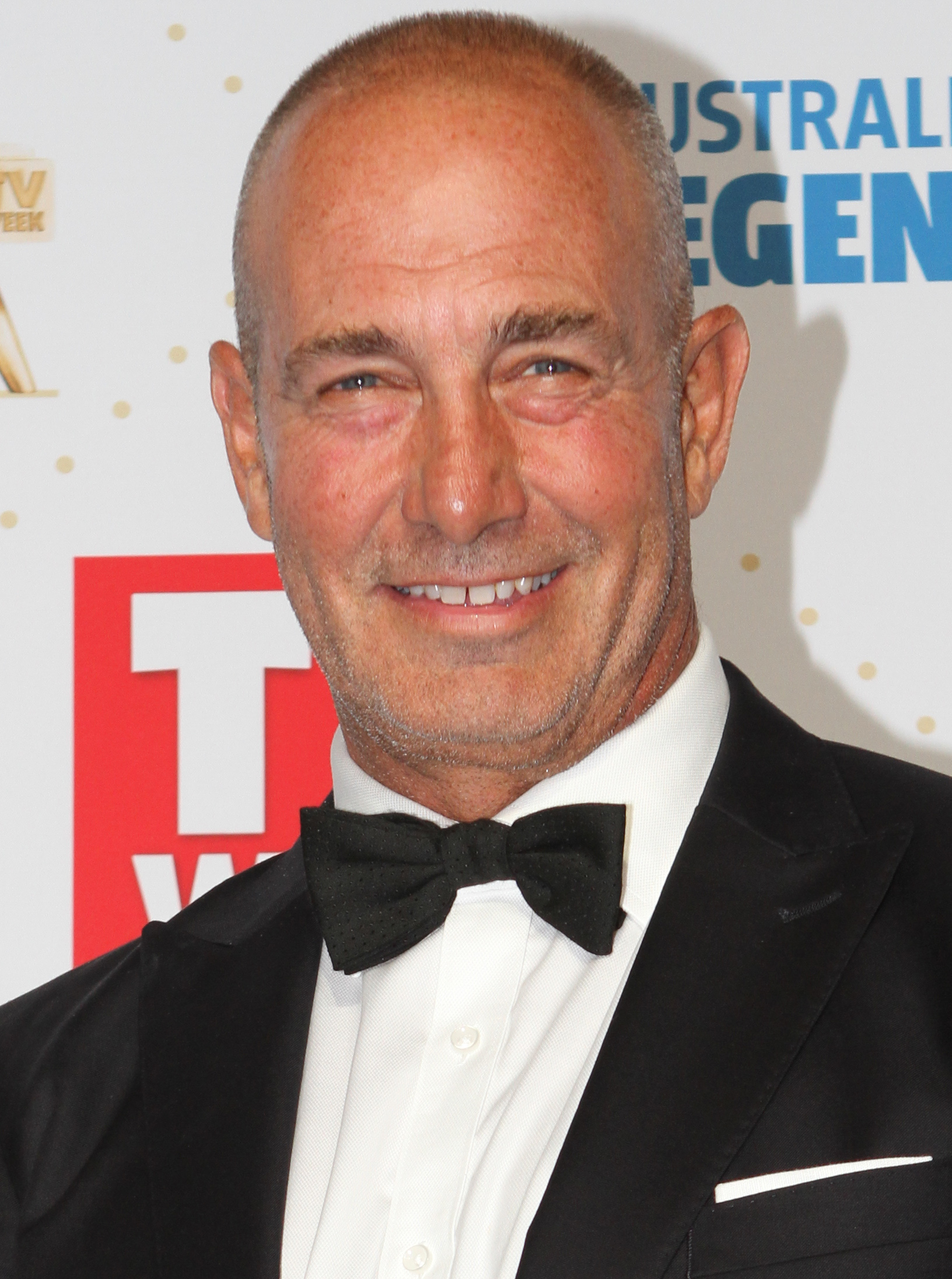

마틴 색스(Martin Sacks, 1959년 10월 16일 ~ )는 오스트레일리아의 배우, 영화배우, 영화 감독, 텔레비전 배우이다.
시드니에서 태어났다.

## 방송
- 마피아 10년 전쟁 시즌 1

## 영화
- 돈 텔 (2017년)
- 트루스 (2015년) - 로버트 스트롱 역
- 브래스 (2014년)
- 라이즈 (2014년) - 지미 역
- 블랙버스터 (2012년) - 그라함 역
- 베이트 (2012년) - 토드 역
- 올 세인츠 (1998년)
- 러브 인 림보 (1993년) - 맥스 와이즈먼 역
- 화이트 코브라 (1993년)
- 두 형제와 한 여인 (1987년)